# 氯酸银
氯酸银（AgClO3）是白色四方晶体。像所有氯酸盐一样，它可溶于水并在热水中溶解度增加，是强氧化剂。作为一种简单的金属盐，在碱性无机化学实验中，它是一种常见的化学品。对光敏感，必须存储在深色密闭容器中。

## 制备
- 用氧化银或碳酸银与氯酸反应：

{\displaystyle {\mathsf {Ag_{2}O+2HClO_{3}\ {\xrightarrow {}}\ 2AgClO_{3}+H_{2}O}}}
{\displaystyle {\mathsf {Ag_{2}CO_{3}+2HClO_{3}\ {\xrightarrow {}}\ 2AgClO_{3}+CO_{2}\uparrow +H_{2}O}}}
- 向氧化银的悬浮液通入氯气：

{\displaystyle {\mathsf {Ag_{2}O+6Cl_{2}+5H_{2}O\ {\xrightarrow {}}\ 2AgClO_{3}+10HCl}}}
- 用氯酸钾与硝酸银反应：

{\displaystyle {\mathsf {AgNO_{3}+KClO_{3}\ {\xrightarrow {85^{o}C}}\ AgClO_{3}+KNO_{3}}}}

## 性质
- 加热分解：

{\displaystyle {\mathsf {2AgClO_{3}\ {\xrightarrow {270^{o}C}}\ 2AgCl+3O_{2}\uparrow }}}

## 用途
作为氯化苯环时的催化剂。